# Шамурадова Язгуль
Язгуль Шамурадова (1 січня 1918 — 17 липня 1978) — туркменська кінорежисерка. Заслужена діячка мистецтв Туркменістану (1968).
Навчалася в Ашхабадському педагогічному інституті.
З 1939 р. працювала в Ашхабадській кіностудії. Перша туркменська жінка-кінорежисер. Працювала режисером дубляжу фільмів туркменською мовою, серед них «Чапаєв», «Ленін у 1918 році», «Хмари над Борськом», «У дні Жовтня», «Живе такий хлопець», «Піднята цілина», «Їх знали тільки в обличчя», «Я простую Москвою».
Була асистентом режисера Марка Донського у фільмах «Як гартувалась сталь» (1942) і «Райдуга» (1944).